# 池田レイ
池田 レイ（いけだ れい、2000年1月16日 - ）は、日本のグラビアアイドル。

## 経歴
2019年にスカウトされ、現役女子大生として2020年7月25日発売のイメージDVD「ミルキー・グラマー」でグラビアデビュー。
2024年2月、KHプロモーションを退所、フリーで活動を開始する。

## 人物
高校時代から美術学校に通い、油絵を得意とする。また中学時代からピアノ、クラリネット、ドラムといった楽器演奏経験も持つ。
公称サイズは103cmのJカップであるが、現在は105cmのKカップに上がっているという。

## 作品

### DVD
- ミルキー・グラマー（2020年7月25日、竹書房）
- 美少女伝説 妹愛（2020年10月30日、スパイスビジュアル）
- J impact（2020年11月27日、スパイスビジュアル）共演：工藤唯
- J Lover（2021年1月29日、スパイスビジュアル）
- J Shock（2021年3月26日、スパイスビジュアル）共演：伊川愛梨
- Jewel（2021年6月25日、スパイスビジュアル）
- REI Flower（2021年11月26日、スパイスビジュアル）
- My Wife（2022年4月22日、竹書房）
- 彩られたからだ（2022年10月26日、スパイスビジュアル）
- Never shock（2023年12月20日、スパイスビジュアル）